# The Judds
The Judds var en amerikansk countrygrupp bestående av Naomi Judd och hennes dotter Wynonna Judd. Gruppen fick skivkontrakt 1983 och gav ut ett antal skivor. En av deras största hitlåtar var "Love Can Build a Bridge" från 1990. Gruppen vann flera priser från Academy of Country Music och Country Music Association samt fem Grammy Awards. 1991 lämnade Naomi Judd gruppen efter att ha drabbats av hepatit C. Wynonna Judd inledde då en solokarriär. Gruppen återförenade 1999–2000 och släppte då en ny singel. 2008 uppträdde de igen i ett antal konserter. 
En TV-film om The Judds, Naomi & Wynonna: Love Can Build a Bridge, gjordes 1995.

## Diskografi
Studioalbum
- 1984 – Why Not Me
- 1985 – Rockin' with the Rhythm
- 1987 – Heartland
- 1989 – River of Time
- 1990 – Love Can Build a Bridge

Livealbum
- 1994 – Live Studio Sessions
- 1995 – The Judds in Concert
- 2000 – The Judds Reunion Live

EP
- 1983 – Wynonna & Naomi
- 2000 – Big Bang Boogie

Singlar (topp 20 på Billboard Hot Country Songs)
- 1983 – "Had a Dream (For the Heart)" (#17)
- 1984 – "Mama He's Crazy" (#1)
- 1984 – "Why Not Me" (#1)
- 1985 – "Girls' Night Out" (#1)
- 1985 – "Love Is Alive" (#1)
- 1985 – "Have Mercy" (#1)
- 1986 – "Grandpa (Tell Me 'Bout the Good Ol' Days)" (#1)
- 1986 – "Rockin' with the Rhythm of the Rain" (#1)
- 1986 – "Cry Myself to Sleep" (#1)
- 1987 – "Don't Be Cruel" (#10)
- 1987 – "I Know Where I'm Going" (#1)
- 1987 – "Maybe Your Baby's Got the Blues" (#1)
- 1988 – "Turn It Loose" (#1)
- 1988 – "Give a Little Love" (#2)
- 1988 – "Change of Heart" (#1	)
- 1989 – "Young Love (Strong Love)" (#1)
- 1989 – "Let Me Tell You About Love" (#1)
- 1989 – "One Man Woman" (#8)
- 1990 – "Guardian Angels" (#16)
- 1990 – "Born to Be Blue" (#5)
- 1990 – "Love Can Build a Bridge" (#5)
- 1991 – "One Hundred and Two" (#6)